# Хисила Ями
Хисила Ями (непальск. हिसिला यमी; 25 июня 1959, Катманду) — непальская революционерка, член ЦК Объединённой коммунистической партии Непала (маоистской), руководительница женского крыла маоистского движения во время гражданской войны в стране, министр туризма и гражданской авиации в правительстве Прачанды. Дочь борца за демократию и социальную справедливость Дхармы Ратна Ями. Жена Бабурама Бхаттараи и мать Мануши Бхаттараи Ями.